# Cuadrilla de Cameno
La Cuadrilla de Cameno fue una de las siete en las que se dividía la merindad de Bureba, situada en la provincia española de Burgos.

## Historia
La cuadrilla, que estaba encuadrada dentro de la merindad de Bureba, incluía en su término los lugares de Aguilar, Buezo, Cameno, Quintana Bureba, Quintana Suso, Quintanilla de Bon, Salinillas, Tejuelas y Terrazos. Aparece descrita en el quinto volumen del Diccionario geográfico-estadístico-histórico de España y sus posesiones de Ultramar de Pascual Madoz con las siguientes palabras:

CAMÉNO: ant. cuadrilla de la merid. de Bureba en la prov. de Burgos, compuesta de los pueblos de Aguilar, Buezo, Cameno, Quintana Bureba, Quintana Suso, Quintanilla de Bon, Salinillas, Tejuelas y Tarrázos.
(Madoz, 1846, p. 342)